# Église Saint-Thomas-du-Mont-aux-Malades de Mont-Saint-Aignan
L'église Saint-Thomas-de-Cantorbéry est une église catholique située à Mont-Saint-Aignan, en France.

## Localisation
L'église est située à Mont-Saint-Aignan, commune du département français de la Seine-Maritime, rue Louis-Pasteur.

## Historique
L'église est bâtie au XIIe siècle, vers 1175, après la mort de Thomas Becket et la construction est débutée par Henri II. 
La nef et le chœur subsistent de l'époque initiale de construction. Un chevet plat est daté du XIVe siècle.
L'église est affectée à la paroisse après la Révolution française et des restaurations ont lieu vers 1840. Un clocher néo-gothique est bâti à la fin des années 1880.
L'édifice est inscrit au titre des monuments historiques le 24 novembre 1926.

## Description
L'édifice conserve un buffet d'orgue du XVIIe siècle alors que l'instrument est démantelé dans les années 1880.